# Father of a Son
Father of a Son är en singel från 2002 av den svenska rockgruppen The Ark till deras album In Lust We Trust från samma år. Den låg på den svenska singellistan i åtta veckor, och låg som bäst på femte plats, vilket skedde under första besöksveckan på den svenska singellistan den 29 augusti 2002.

## Listplaceringar
| Lista (2002) | Topplacering |
| ------------ | ------------ |
| Sverige      | 5            |

### Fotnoter
1. ↑  ”Svensk mediedatabas”. http://smdb.kb.se/catalog/id/001553562. Läst 22 maj 2011.
2. ↑  Swedishcharts.com - Father of a Son på den svenska singellistan